# Steven H.P. de Jong
Steven Hotse Pieter de Jong (Leeuwarden, 12 februari 1935 - Bergum, 31 augustus 2018) was een Friese schrijver en dichter. Steven H. P. de Jong publiceerde zowel in het Fries als in het Stadsfries. Ook vertaalde hij werk van het Nederlands naar het Fries.

## Leven
De Jong werd geboren in Leeuwarden. Zijn moedertaal is het Leeuwarder dialect, het Liwadders, dat een vorm van Stadsfries is. De Friese standaardtaal maakte hij zich pas later, op de kweekschool, eigen. Een van de mensen die hem het Fries leerden was de bekende schrijver Eeltsje Boates Folkertsma. Na zijn opleiding tot onderwijzer stond De Jong voor de klas in Leeuwarden en in Surhuizum.
In 1964, hij was toen al 29, begon De Jong aan een studie Nederlands aan de universiteit van Groningen. In deze periode begon hij ook met dichten. Na zijn studie werkte hij als docent in Leeuwarden en zette hij zich in voor de Friese literatuur. Hij was redacteur van verschillende Friese literaire tijdschriften, waaronder Trotwaer. De Jong overleed op 31 augustus 2018 te Bergum. Hij werd 83 jaar.

## Werk
In het begin van zijn literaire carrière publiceerde De Jong vooral poëzie. Vanaf de jaren 80 verschijnt er ook proza van zijn hand. In zowel de poëzie als het proza komen een aantal thema's steeds terug. Wel is er een ontwikkeling in De Jongs werk. Is zijn vroege werk vaak tegendraads en provocatief, zijn latere werk heeft een eerder berustende, soms wat romantische toon. Het belang van humor in zijn werk mag niet onderschat worden. De Jongs humor is soms scherp, soms absurdistisch. Niets is ernst: ook de literatuur zelf wordt veelvuldig bespot.
Een van de thema's in De Jongs werk is de vergeefsheid van het handelen van de mensen. De mensen willen wel van alles, maar mislukken steeds. De Jong benadert dit thema zowel spottend als ernstig. Het geeft zijn romanpersonages een tragikomisch karakter. Ook verveling is een terugkerend thema in De Jongs werk. Net als andere thema's betrekt De Jong dit thema nadrukkelijk op Friesland en de Friese zaak. Zelfspot is De Jong niet vreemd. In de bundel Popkes tekenje (1975) beschrijft hij zichzelf als "niet een groot, maar wel een Fries dichter". In dezelfde bundel treffen we de regels: "in Engeland kan altijd alles / waarom gebeurt hier nooit wat".
De stad Leeuwarden speelt ook een belangrijke rol in De Jongs oeuvre, bijvoorbeeld in de roman De wuttelhaven del (1989), waarvan de titel in het Leeuwarder dialect is. Deze roman beschrijft de gewetensnood van de ik-persoon Eeltsje de Vries, wiens vader in de oorlog collaboreerde met de bezetter (mogelijk een verwijzing naar Eeltsje Boates Folkertsma). Het onvermogen van de hoofdpersoon om met zijn vaders verleden in het reine te komen gaat in dit boek samen met het onvermogen van Eeltsje de Vries om erover te schrijven. Behalve ik-persoon is de fictieve De Vries namelijk ook de schrijver van het boek. In het laatste hoofdstuk debatteren de schrijver Eeltsje de Vries en de ik-persoon Eeltsje de Vries over hoe het verder moet met het boek. Deze ironische benadering van de literatuur, die herinnert aan de figuur "boontje" van Louis Paul Boon, is typisch voor het werk van De Jong.
Zowel in zijn poëzie als in zijn proza experimenteert De Jong met vorm. De grens tussen proza en poëzie is in zijn werk dan ook vaag. In de "verhalenroman" Spylman op it binnenpaad (1999) zijn oudere gedichten (20 lytse românsen uit 1983) bewerkt tot losse verhalen, die zich echter tezamen ook  laten lezen als een roman. Ook hier is de hoofdpersoon een mislukt dichter, zich ervan bewust dat hij een romanpersonage is. De ironische tegenstelling die dit gegeven oplevert past perfect in het oeuvre van De Jong.

### Poëzie
- 1965 : Wankend stomp
- 1971 : Missing link
- 1975 : Popkes tekenje
- 1983 : 20 lytse românsen
- 1988 : Salto mortale
- 1995 : Gedichten om’e Aldehou - Gedichten in het Fries en in het Liwadders.
- 2011 : En de inket sil útrinne - 50 jier poëzij - Verzamelde gedichten

### Proza
- 1980 : De maagd fan Babylon
- 1989 : De Wuttelhaven del
- 1999 : In spylman op it binnenpaad
- 2001 : Swarte egen : in ferhaal út Earnewâld om 1730 hinne
- 2005 : Groetenis fan Prakash : in reis troch Brazylje yn it jier 1992
- 2006 : Neam my mar Willem (bewerking van Van den vos Reynaerde)

### Vertaling
- 1998 : Jan Pitersoan Koen : toanielstik yn alve tafrielen (vertaald uit het Nederlands, oorspronkelijk werk van J. Slauerhoff)

## Prijzen
- 1992 : Gysbert Japicxpriis voor De Wuttelhaven del.

- Nederlandse Thesaurus van Auteursnamen: 069202354
- Virtual International Authority File: 281947320